# Telemetro Canal 13
Telemetro Canal 13 é um canal de televisão panamenho fundada em 13 de outubro de 1981. Ela está sediada na Cidade do Panamá.

## Programas

### Telejornais
- Telemetro Reporta Matutino
- Telemetro Reporta Mediodía
- Telemetro Reporta Estelar

### Telenovelas
- La rosa de Guadalupe
- Porque el amor manda
- Las mil y una noches (Binbir Gece)
- Rastros de mentiras (Amor à Vida)
- La sombra del pasado

### Reality shows
- Semilla de cantores
- Calle 7 Panamá